# College van Vertrouwensmannen
Het College van Vertrouwensmannen was een in augustus 1944 door het kabinet-Gerbrandy I ingesteld Nederlands college dat tot taak had om vanaf de bevrijding tot de terugkeer van de regering in Nederland als haar vertegenwoordiger op te treden en zo te voorkomen dat er tijdelijk een gezagsvacuüm zou ontstaan. De door de regering aangewezen leden uit het bezet gebied waren voormalige politici en vertegenwoordigers van het verzet. Nauw betrokken bij de totstandkoming en de samenstelling van het college was minister van Justitie Gerrit Jan van Heuven Goedhart die in 1944 vanuit het bezette Nederland via het neutrale Spanje naar Londen wist te ontkomen. 

## Samenstelling
Aanvankelijk bestond het college van Vertrouwensmannen uit vijf personen:
- Lodewijk Hendrik Nicolaas Bosch van Rosenthal (voorzitter)
- Rudolph Pabus Cleveringa
- Jaap Cramer
- Willem Drees
- Willem van Sonsbeeck

Later kwamen erbij:
- Jacob van der Gaag
- Lambertus Neher
- Jacobus Oranje
- Siegfried Stokman

Verder waren Jaap le Poole, Carel van Schelle en Gerard Slotemaker de Bruine secretaris van dit college.